# Svartrå sogn
Svartrå sogn i Halland var en del af Faurås herred og har været en del af Falkenbergs kommun siden 1971. Svartrå distrikt dækker det samme område siden 2016. Sognets areal er 35,00 kvadratkilometer, heraf 34,02 landareal . En del af byen Ullared ligger i sognet, såvel som kirkebyen Kyrkobacka med sognekirken Svartrå kirke.

## Administrativ historie
Svartrå sogn har middelalderlig oprindelse. Under kommunalreformen i 1862 overgik sognets ansvar for de kirkelige spørgsmål til Svartrå sogn og for de borgerlige spørgsmål til Svartrå sognekommune. Kommunen blev inkorporeret i 1952 i Vessigebro landskommune, der i 1971 udgjorde Falkenbergs kommun. Sognet var i Okome sogn i 2006.  1. januar 2016 blev Svartrå-distriktet oprettet med samme omfang som sognet havde i 1999/2000. De delte bådsmænd tilhørte "Norra Hallands första båtsmanskompani". 

## Geografi og natur
Svartrå sogn afgrænses i øst af Högvadsån. De sydlige og østlige dele er hovedsageligt agerjord, mens de nordlige og vestlige dele er domineret af skov.  I historisk tid har forholdene mellem mængden af agerjord og skov varieret meget, for eksempel var Svartrå næsten skovløs i begyndelsen af det 20. århundrede. I forbindelse med nedsmeltningen efter sidste istid dannede dele af Svartrå en bugt. Smeltende vandfloder gravede ud af jorden og fik landskabet til at være temmelig kuperet.
Siden dansk tid (før freden i Brömsebro 1645) var landsbyerne i Svartrå sogn: Barkhult ½ mantal, Borsthult 1 mantal, Floastad 1 mantal, Högshult 1 mantal, Kogstorp 1 mantal, Kyrkobacka 1 mantal, Skinnarlyngen ½ mantal - (også Lyngen ) Släryd 2 mantal, Svartrå landsby 8 mantal (delt ved åen i de vestlige og østlige landsbyer) og Svenstorp ½ mantal - (også Lilla Svenstorp eller Heden). Landsbyen Svartrå var før laga skifte ved Svartån, en biflod til Högvadsån. I dag er der ingen koncentrerede bygninger.
Der er tre naturreservater i sognet: Sumpafallen, der deles med Okome sogn, er en del af EU-netværket Natura 2000, mens Floastad og Bjørkekullen er kommunale naturreservater. Sidstnævnte er en museumsgård i nærheden af sognets største sø, Bjørkasjø (som deles med Køinge sogn).

## Fortidslevn og historie

### Navnet
Navnet (1330'erne Swarthra) stammer fra kirkebyen. Forløberen er Svartån, 'den sorte (ån); å med mørkt vand' navnet på ån, der løber gennem kirkebyen. Eftervirkningen kan vare rå, 'rå mærke; grænse' eller en 'å'.

### Forhistorie
Fra stenalderen er der bosættelser og en stenkiste bevaret. I begyndelsen af 1800-tallet var der to bronzealdergrave ved kirken, otte stensætninger og flere bautasten. I dag er der seks dommerringe og en gravhøj, der går under navnet Hövdingegraven. Foruden de gamle rester ved kirken er der rester fra bronzealderen på Vårdhögen, et af de højeste steder i sognet, samt to dommerringe placeret nogle få hundrede meter fra kirken. Fra jernalderen er der gravpladser og to dommerringe bevaret. 

### Historie
Slaget ved Axtorna er, især i løbet af 1800-tallet, blevet forkert omtalt som 'Slaget ved Svarterå'. Axtorna er placeret i Køinge sogn, lidt syd for Svartrå. Den svenske hær slog lejr ved Svartrå kirke natten før slaget. 
I sidste del af 1800-tallet havde Svartrå mere end 500 indbyggere, men i det meste af det 20. århundrede blev området affolket. I de seneste årtier har befolkningen stabiliseret sig på omkring 200 indbyggere. Den smalsporede (891 mm) Falkenbergs Järnväg passerede gennem Svartrå i årene 1894–1959, hvor de havde en stationsbygning ved Svenstorp kaldet Svartråhed, og et stop ved Floastad. I årene 1911–1961 passerede også det normale spor Varberg-Ätrans Järnväg gennem sognet med Skinnarlyngen som station. Der har tidligere været flere landhandlere og skoler i sognet.
Den første skole i Svartrå startede omkring 1850 og blev ved indtil begyndelsen af 1870’erne, da den blev erstattet af en fælles skole for Svartrå og Köinge i Svenstorp. Den skole forblev indtil 1904, da den for Svartrås del blev erstattet af en lille folkeskole, Vårdbyskolan, opkaldt efter Vårdhögen. Skolen blev lukket i 1960 på grund af faldende elevgrundlag.

## Befolkningsudvikling og emigration
Befolkningen steg fra 321 i 1810 til 539 i 1880, hvorefter den faldt med en enkelt variation til 207 i 1990 .
| Befolkningsudvikling 1865-1939 |
|                                |

| Årligt interval | Emigranter | Immigranter               | Destination           |
| --------------- | ---------- | ------------------------- | --------------------- |
| 1861 - 1865     | 0          | Data findes ikke          |                       |
| 1866 - 1870     | 13         | Data findes ikke          | Danmark (6), USA (7)  |
| 1871 - 1875     | 13         | Data findes ikke før 1875 | Danmark (6), USA (7)  |
| 1876 - 1880     | 14         | 1 (USA)                   | Danmark (1), USA (13) |
| 1881 - 1885     | 29         | 8 (varav 7 från USA)      | Danmark (2), USA (27) |
| 1886 - 1890     | 74         | 12 (USA)                  | Danmark (1), USA (73) |
| 1891 - 1895     | 48 (USA)   | 14 (USA)                  |                       |
| 1896 - 1900     | 28 (USA)   | 14 (USA)                  |                       |
| 1901 - 1905     | 36 (USA)   | 15 (USA)                  |                       |
| 1906 - 1910     | 32 (USA)   | 17 (USA)                  |                       |
| 1911 - 1915     | 32 (USA)   | 10 (USA)                  |                       |
| 1916 - 1920     | 6 (USA)    | 11 (USA)                  |                       |
| 1921 - 1925     | 13 (USA)   | 7 (USA)                   |                       |
| 1926 - 1930     | 12         | 5 (USA)                   | Kanada (1), USA (11)  |
| 1931 - 1935     | 1 (USA)    | 15 (USA)                  |                       |
| 1936 - 1939     | 1 (USA)    | 1 (USA)                   |                       |

Som mange andre sogne i Halland var emigrationen i slutningen af 1800-tallet omfattende. Den første emigration gik faktisk til Danmark, men ret hurtigt blev USA det dominerende mål. I Svartrå startede emigrationen samtidig med, at der var vanskelige år med afgrødefejl, ikke mindst i de indre dele af Halland i slutningen af 1860’erne. Bemærk, at statistikken kun påvirker dem, der var registreret i sognet, og det kan rimeligt antages, at mange unge med rødder i Svartrå, der har taget tjeneste uden for sognet, også var blandt dem, der emigrerede fra andre sogne.
Oplysningerne i tabellen stammer fra de årligt rapporterede såkaldte opsummerende folketællinger hos SCB.
De første i sognet, der emigrerede, var to tjenestepiger, der flyttede til Jylland i Danmark i 1868. I 1869 rejste de første sognebørn over Atlanterhavet for at starte et nyt liv i USA. At dømme af registrene bosatte sig en stor koloni af familier fra Svartrå og flere andre omkringliggende sogne sig i byen Moline i det nordvestlige hjørne af den amerikanske delstat Illinois. Andre bosatte sig i New England på den amerikanske østkyst og for eksempel byen Providence i Rhode Island gik i spøg under navnet "Borsthulta sta" , fordi et stort antal mennesker med rødder i denne landsby i den nordligste del af sognet havde slået sig ned der. Langt fra alle forblev dog i USA.

## Virksomheder og kommunikation
Fire offentlige veje løber gennem Svartrå: vej N 782, vej N 785, vej N 786 og vej N 787. Heraf udgør vej N 785, der løber i retning mod Åkulla, en del af den middelaldervej, der normalt kaldes "Via Regia". Det var ved siden af denne gamle vej på Rolfstorp-siden nær grænsen til Svartrå, at man i 1936 fandt Bockstenmanden, som opbevares på Hallands kulturhistoriske museum i Varberg. Vejen N 782 forbinder Svartrå med de nærliggende samfund Köinge og Ullared. Vej N 786 går mellem Boarp i Okome sogn og Skinnarlyngen. Vej N 787 har strækningen Skinnarlyngen - Borsthult, hvor den forbinder til amtsvej 153.
Der har ikke været nogen direkte industriel aktivitet, f.eks. et par mindre savværker. Gekås Camping & Stugby ligger lige inden for sognegrænsen. Der er også en glashytte, en maskinstation og en grusgrav i Svartrå.
Hvad angår skolegang, går eleverne i førskoleklasse - årgang 5 fra Svartrå afhængigt af den geografiske placering enten i Okomeskolan eller i Kärnhuset på Apelskolan i Ullared, med gymnasieklasser 6-9 på Apelskolan. Førskoler i nærheden af Svartrå er Ullareds förskola (med tre afdelinger) og Okome förskola (med tre afdelinger).